# Британські Віргінські Острови

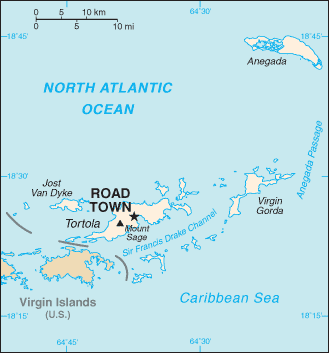
Британські Віргінські Острови

Брита́нські Віргі́нські Острови́ (англ. British Virgin Island) — британська заморська територія, що складається з 60 островів і коралових рифів (загальна площа 153 км²), розташованих на північний схід від Американських Віргінських Островів.
Найбільшими островами є Тортола (разом з Біф-Айленд), Верджин-Горда, Анегада і Йоста Ван Дайка.
Понад 80 % населення островів мешкає на острові Тортола, на якому розташована столиця — місто Род-Таун.
Британські Віргінські Острови — підлегла Великій Британії територія й член британської співдружності. Самоврядування здійснюється з 1967. Урядовим органом є Виконавча рада, очолювана губернатором, якого призначає Міністерство закордонних справ Великої Британії. Виконавча рада складається з головного міністра, трьох міністрів і генерального прокурора.
Офіційна мова Британських Віргінських Островів — англійська. Рівень грамотності населення практично рівний 100 %.
Основна валюта — долар США. Долар і центи Британських Віргінських островів є сувенірними випусками, які масово продаються численним туристам. Монетні двори як США так і Великої Британії карбують для островів велику кількість (320 типів станом на 2017 рік) пам'ятних монет в покращеній якості з номіналом як в доларах так і центах, але з портретом на той момент чинного британського монарха Єлизавети II. Ніяких обмежень відносно конвертації або перерахувань валюти в країну або з неї не існує.
Основною сферою економічної діяльності є туризм (острови відвідують 350 тисяч туристів щорічно), також постійно росте значимість фінансового сектору. Британські Віргінські острови є популярною юрисдикцією для реєстрації офшорних компаній (41 % усіх офшорних компаній у світі).

## Галерея

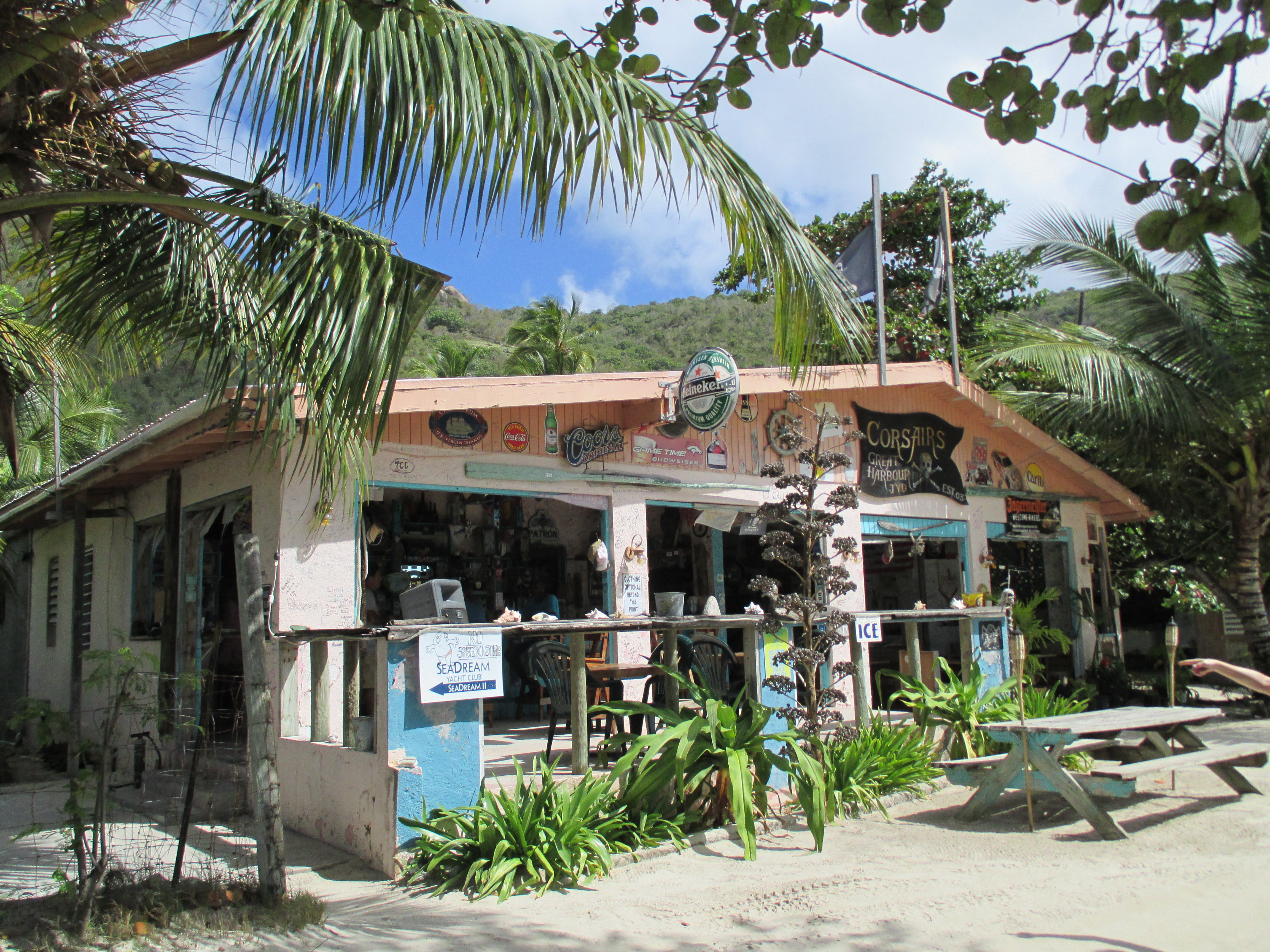
Ресторан
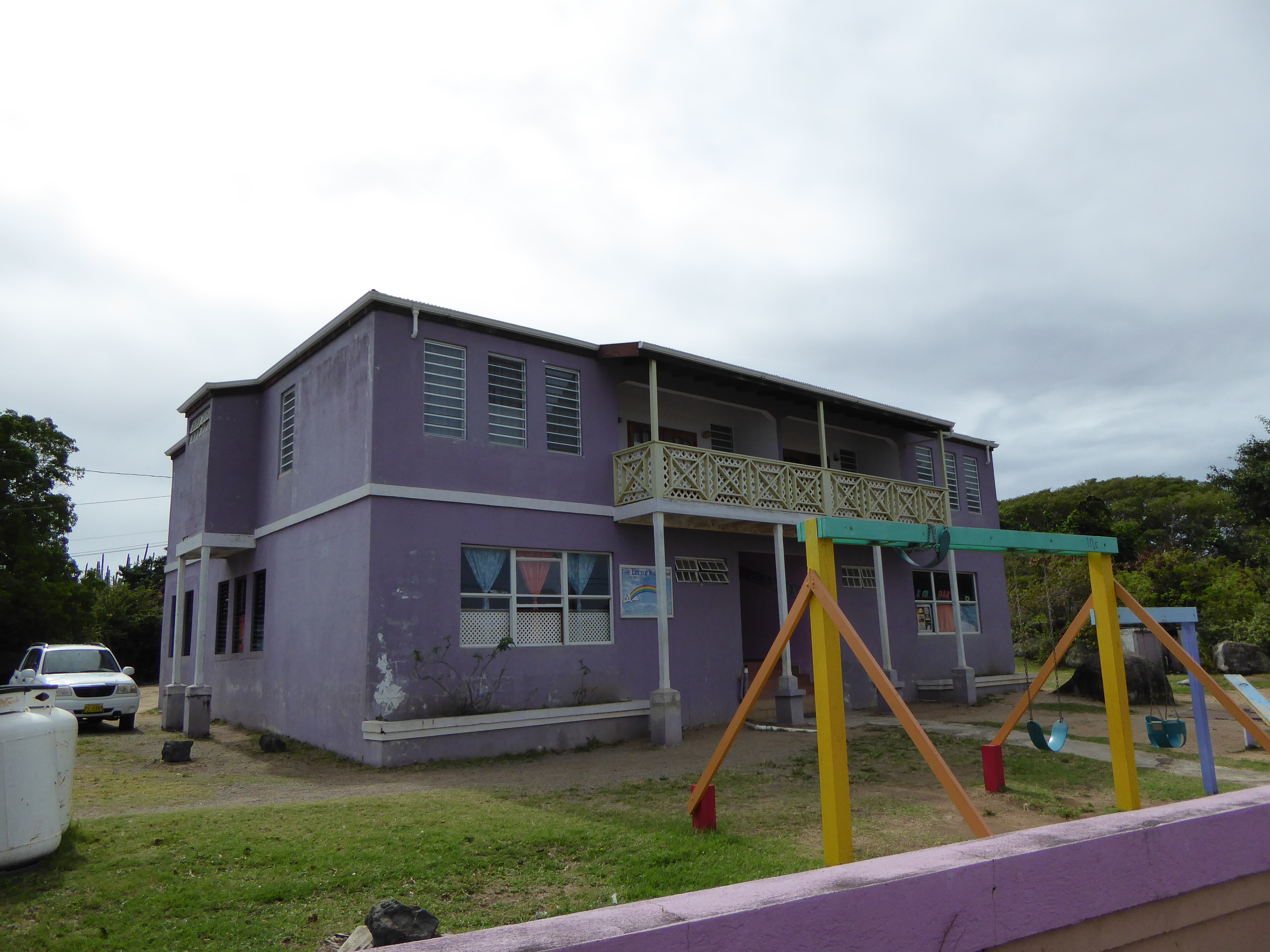
Дитячий садок
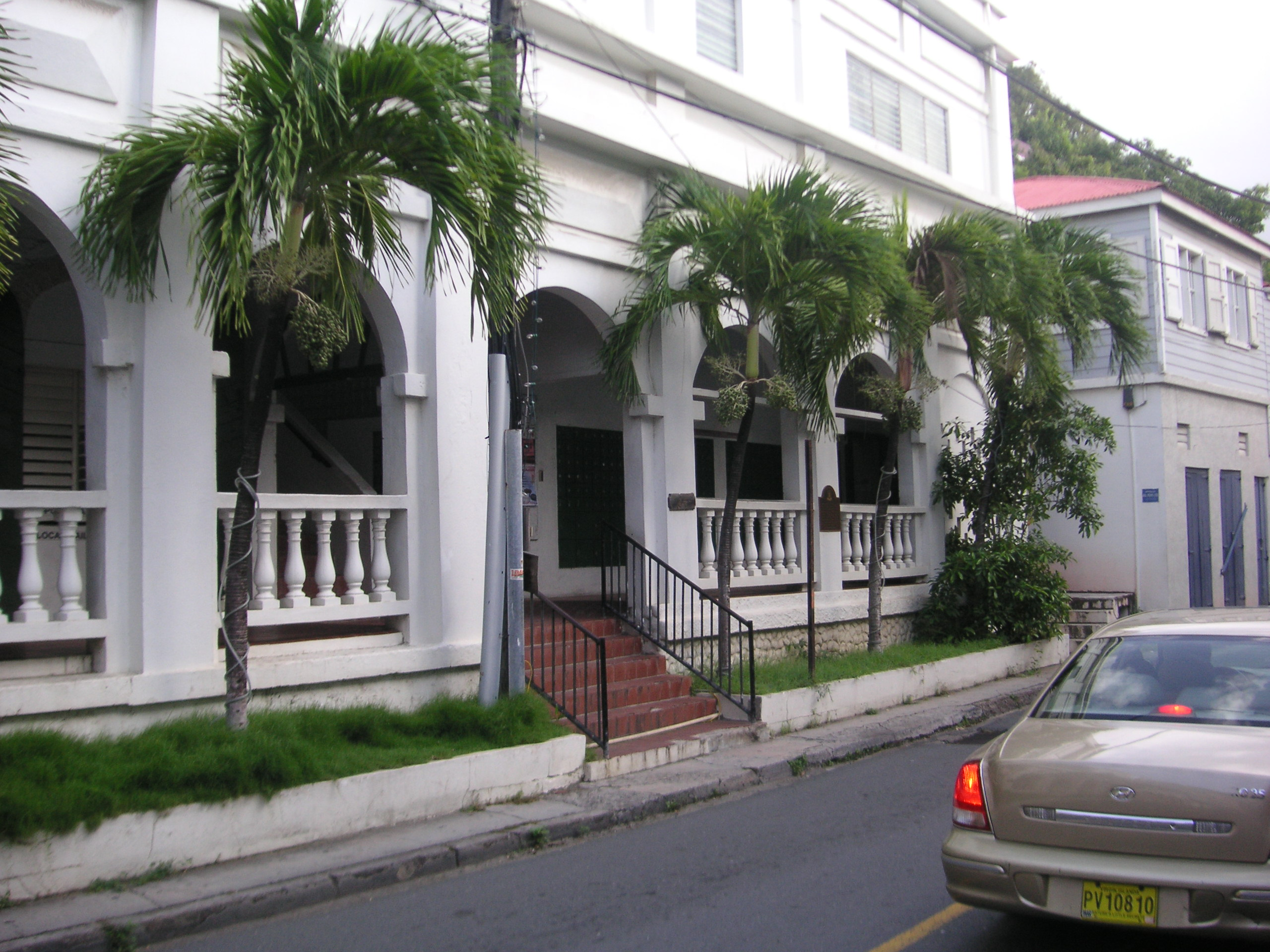
Пошта
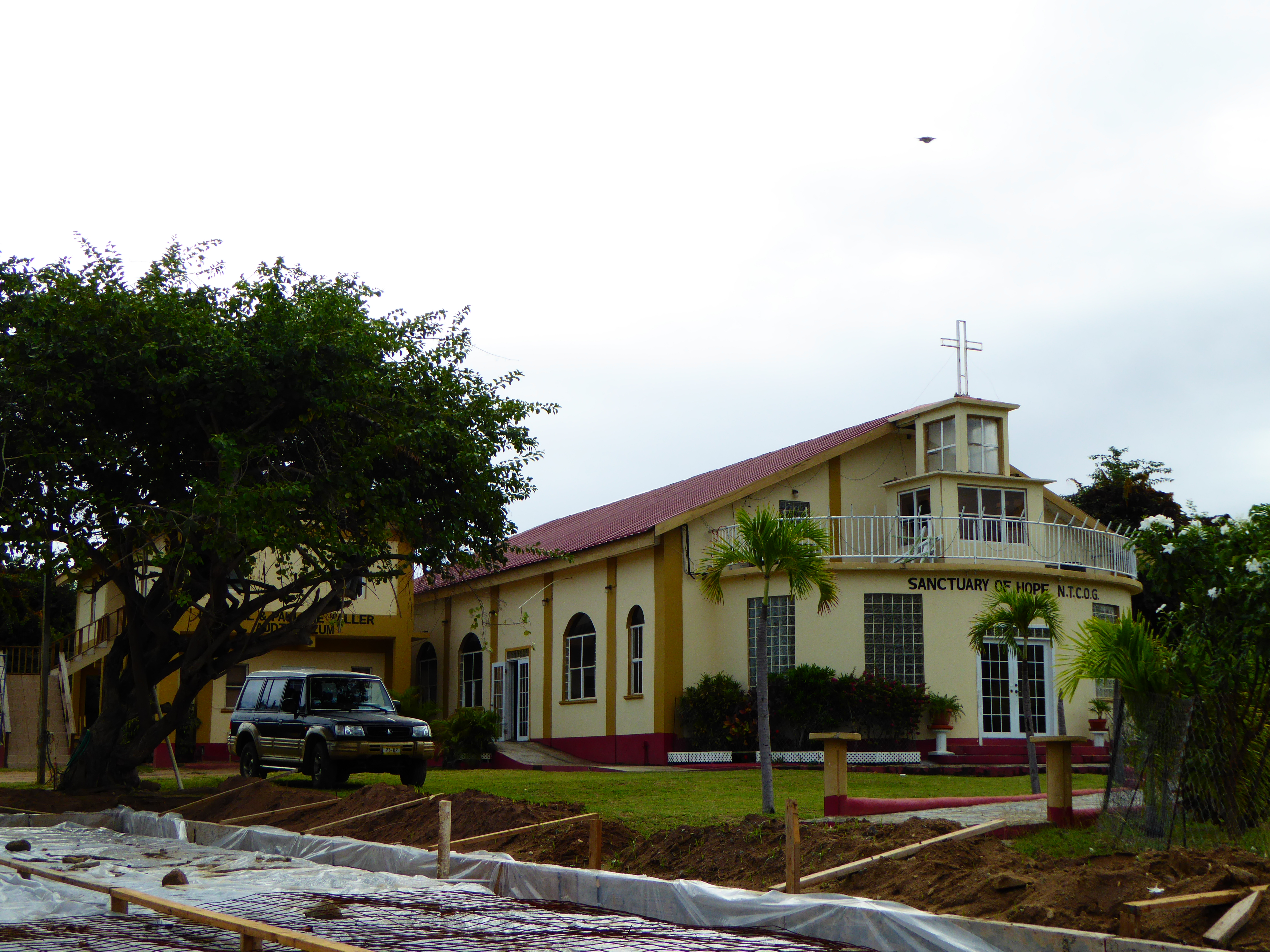
Церква
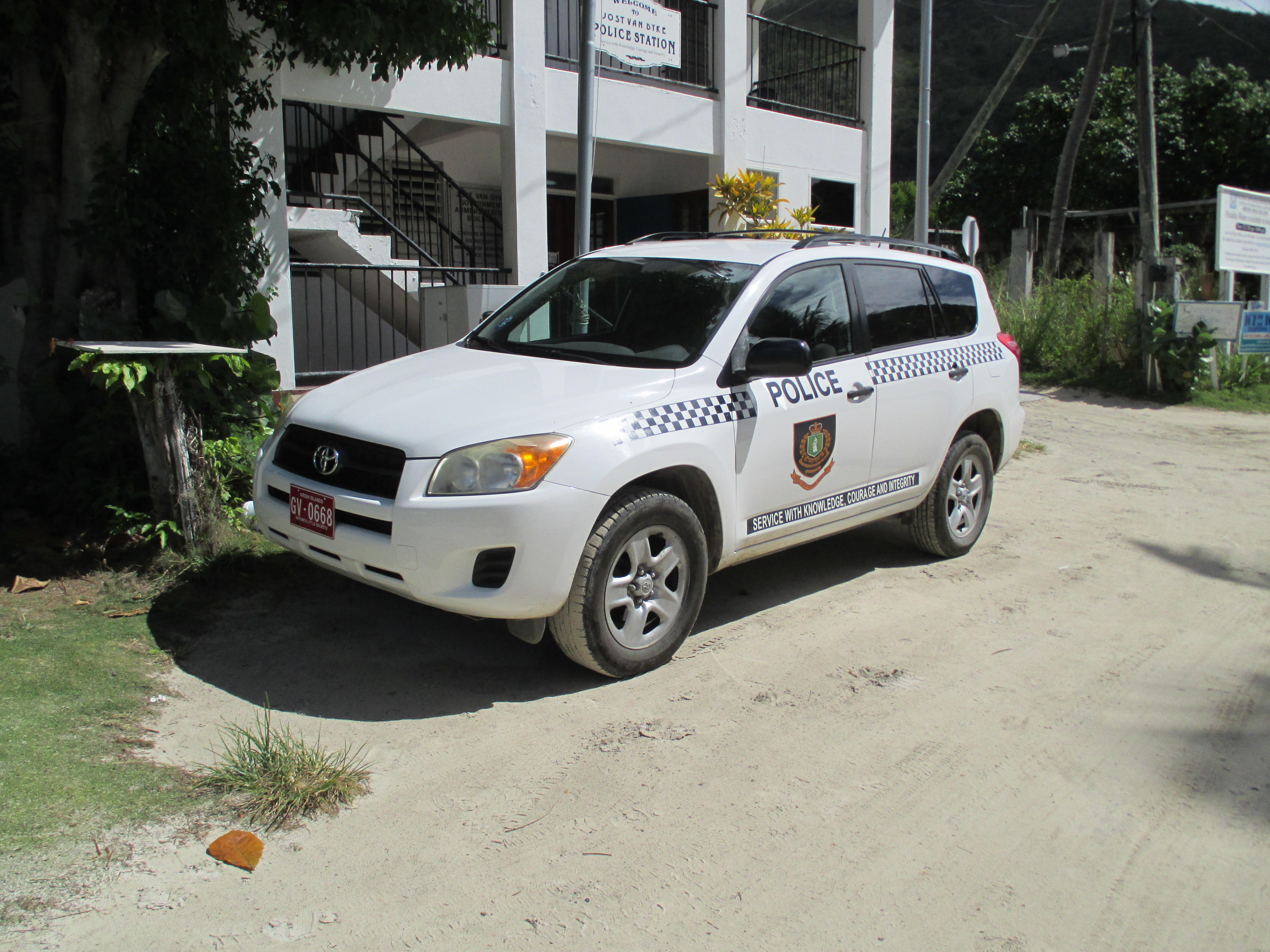
Поліцейське авто
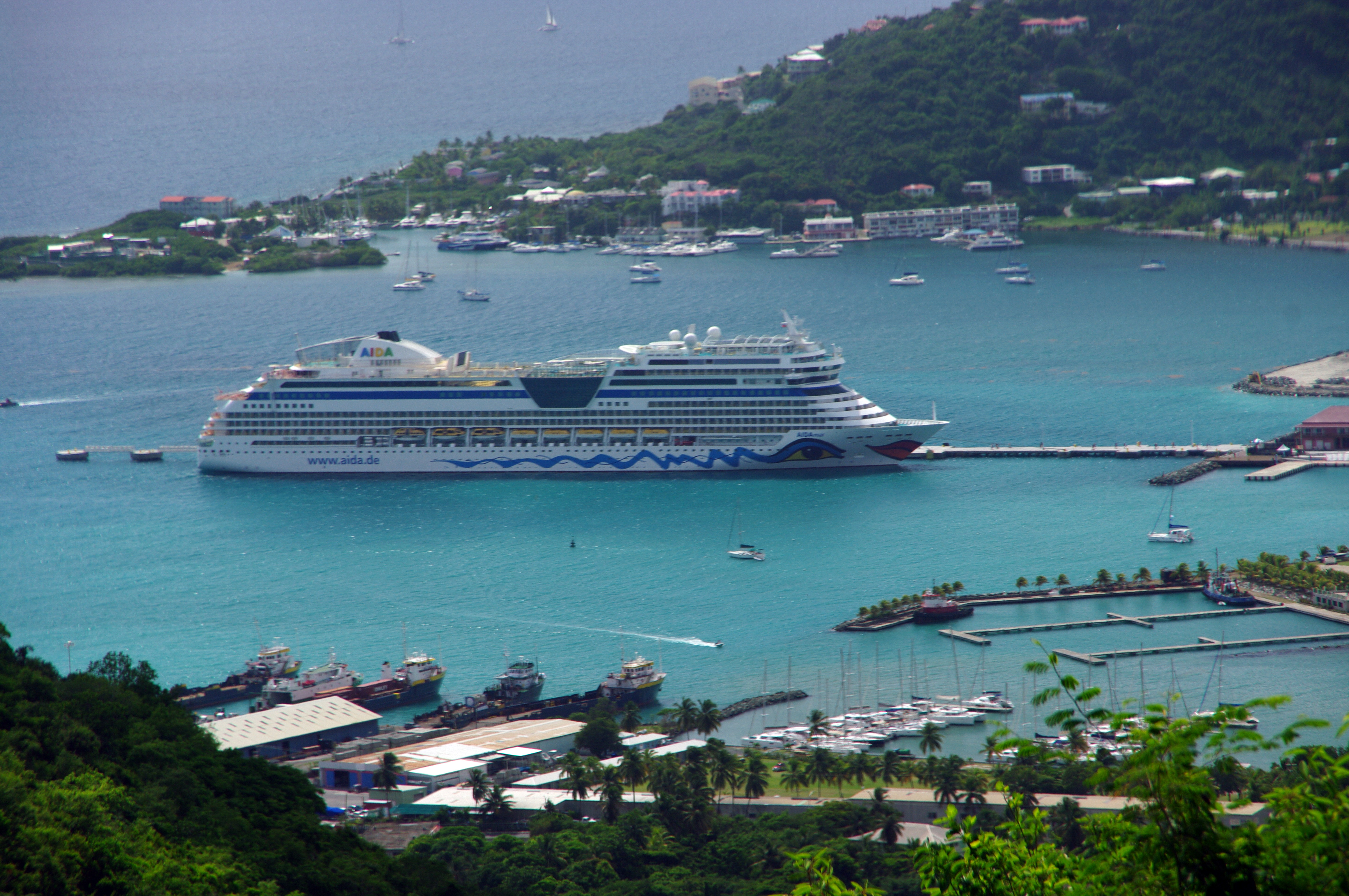
Круїзний корабель
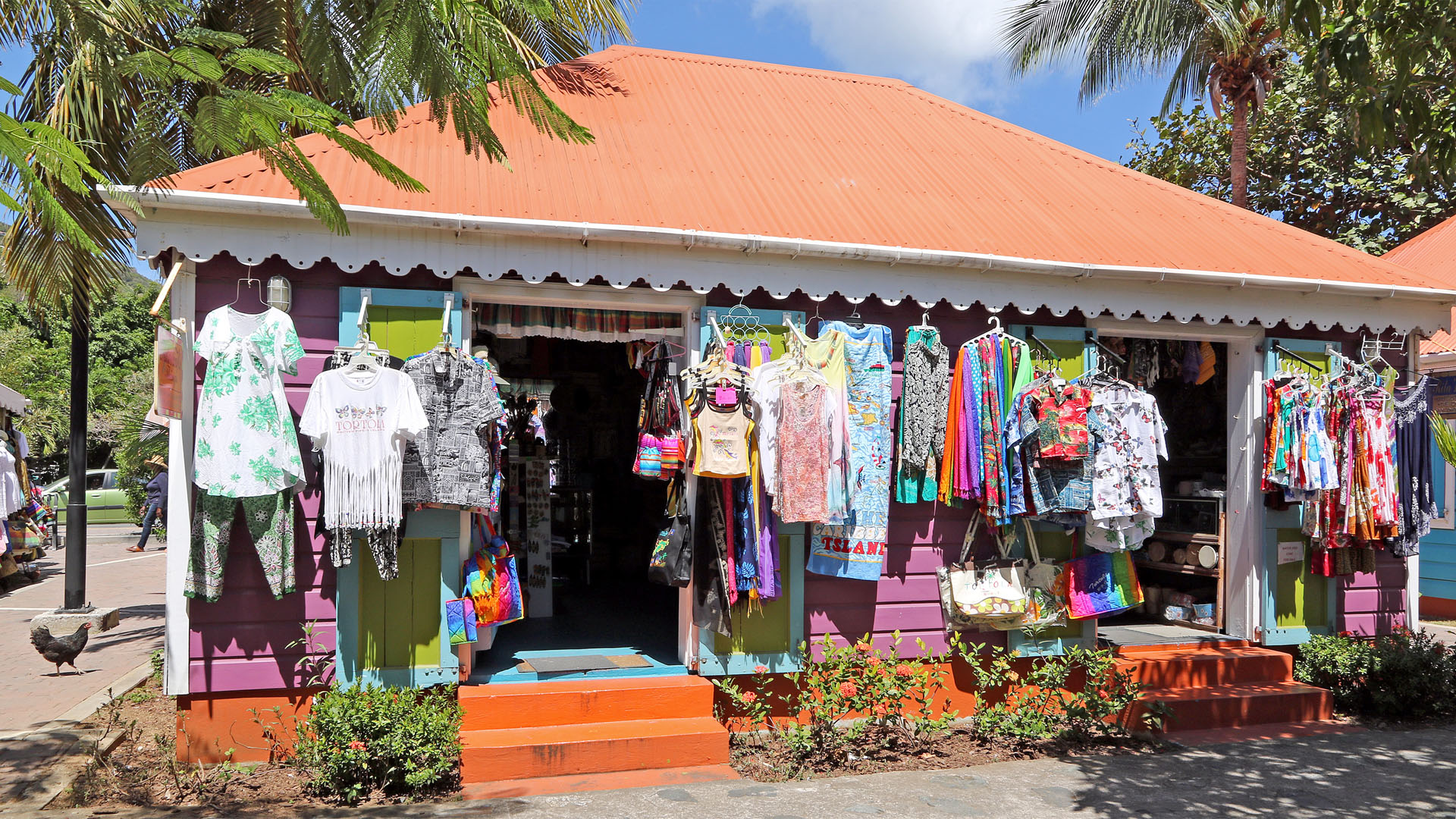
Сувенірний магазин
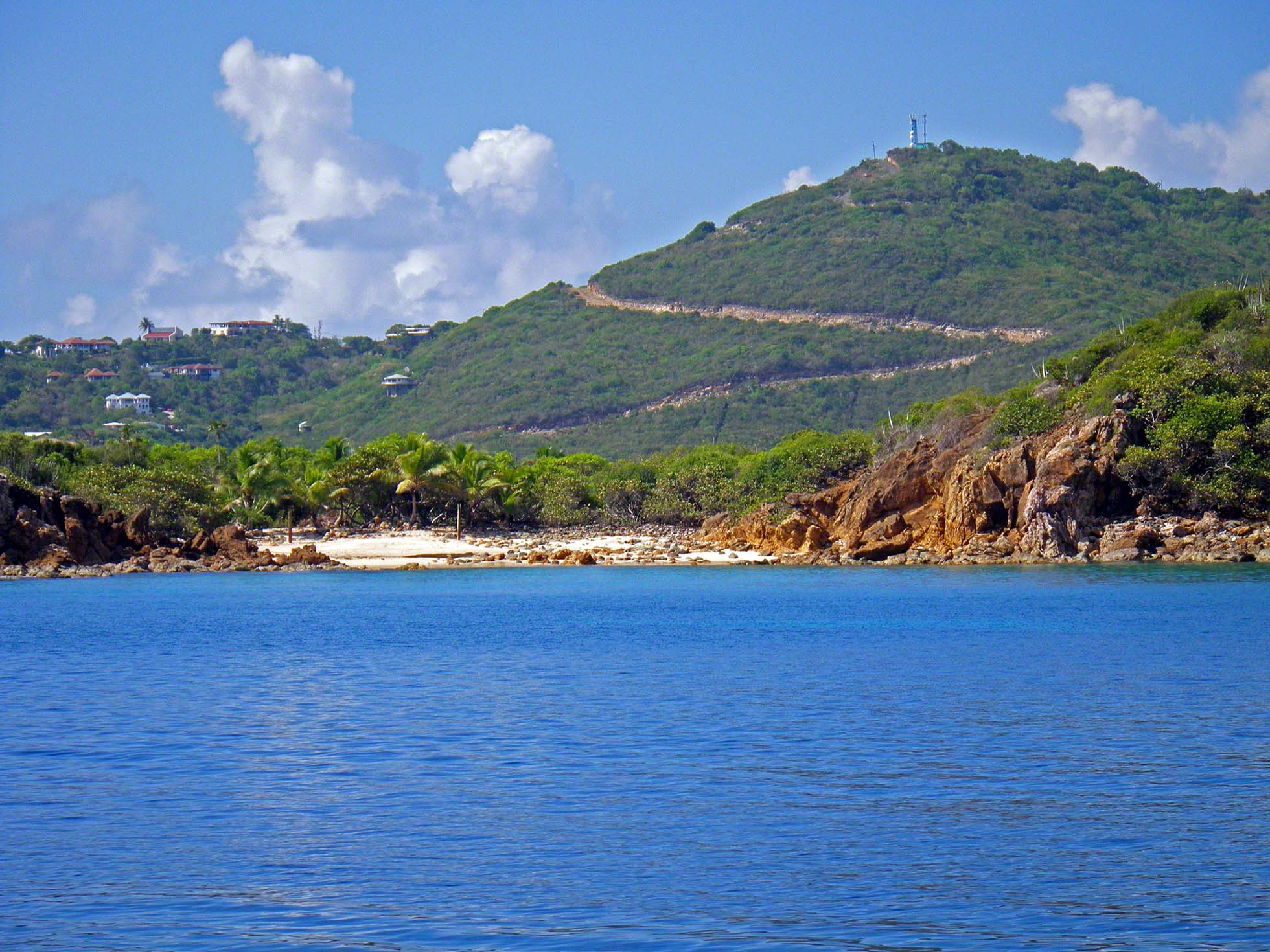
Вид острова Москіто з моря
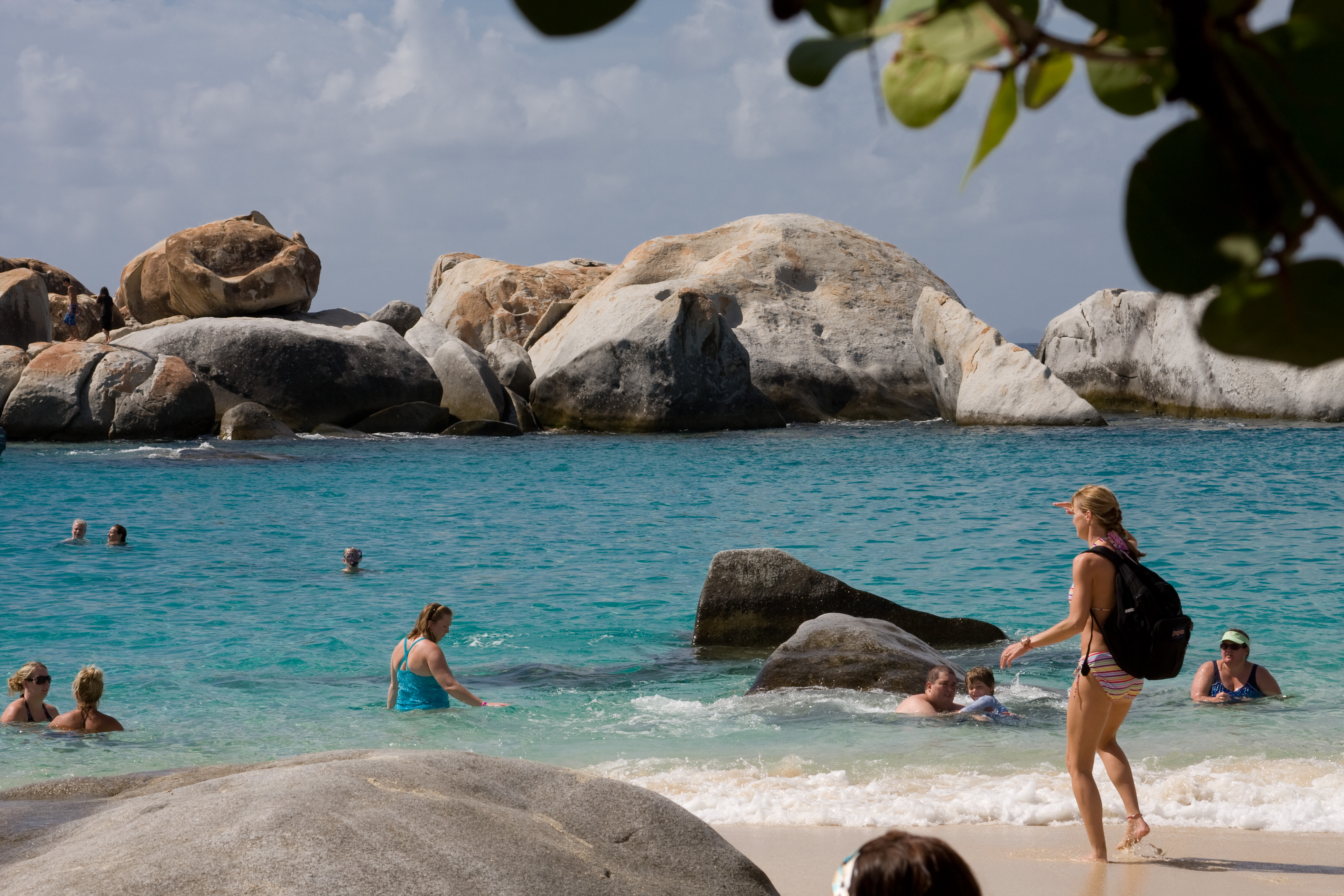
Один з пляжів